# Mirage GR8
Mirage GR8 är en sportvagnsprototyp, tillverkad av det brittiska racingstallet Gulf Research Racing 1975.

## Bakgrund
JW Automotive (JWA) under ledning av John Wyer hade haft stora framgångar i sportvagnsracing, först med Ford GT40 och sedan Porsche 917. Efter säsongen 1971 förbjöds de stora femlitersbilarna och Porsche drog sig ur sportvagns-VM. JWA startade då tillverkning av egna prototyper under namnet Mirage, med stöd av huvudsponsorn, oljebolaget Gulf.

## Utveckling
Första bilen, Mirage M6 byggde på erfarenheterna från Ford GT40 som JWA arbetat med redan på 1960-talet. Bilen hade en monocoque av aluminium, förstärkt med stålplåtar på utsatta platser och med motor och växellåda som en integrerad, lastbärande del av chassit. Bilen fick en enkel, öppen kaross av glasfiberarmerad plast. Motorn var den beprövade Cosworth DFV V8 som gjort succé i formel 1 i början av 1970-talet, men här nedtrimmad för att hålla för långdistanslopp. 1974 kom den vidareutvecklade Mirage GR7, där man förbättrat aerodynamiken och pressat ned vikten. JWA hade nu bytt namn till Gulf Research Racing.
Inför säsongen 1975 meddelade Gulf att man drog tillbaka sitt stöd, men John Wyer lyckades utverka en sista satsning på Le Mans-loppet 1975. Bilen utvecklades till Mirage GR8, med en ny strömlinjeformad kaross, anpassad speciellt till den långsträckta och snabba Circuit de la Sarthe.
Efter succén på Le Mans 1975 avvecklade John Wyer verksamheten och bilarna såldes till amerikanen Harley Cluxton. Cluxton anställde också flera av JWA:s nyckelpersoner och ställde upp med Mirage-bilarna i ytterligare två Le Mans-lopp, sista året med turbomotor från Renault.

## Tekniska data
| Tekniska data         | Mirage GR8                                                            |
| --------------------- | --------------------------------------------------------------------- |
| Motor:                | Mittmonterad 8-cylindrig 90° V-motor                                  |
| Cylindervolym:        | 2993 cm³                                                              |
| Borrning x slaglängd: | 85,7 x 64,8 mm                                                        |
| Max effekt:           | 375 hk vid 9 000 v/min                                                |
| Kompression:          | 11,0:1                                                                |
| Ventilstyrning:       | Dubbla överliggande kamaxlar per cylinderrad, 4 ventiler per cylinder |
| Bränslesystem:        | Lucas bränsleinsprutning                                              |
| Växellåda:            | 5-växlad manuell                                                      |
| Hjulupphängning fram: | Dubbla tvärlänkar, skruvfjädrar                                       |
| Hjulupphängning bak:  | Dubbla tvärlänkar, enkla längslänkar, skruvfjädrar                    |
| Bromsar:              | Ventilerade skivbromsar                                               |
| Chassi & kaross:      | Aluminiummonocoque med glasfiberkaross                                |

## Tävlingsresultat
Första året 1972 blev ett läroår med M6-modellen, som led av dålig tillförlitlighet, men säsongen 1973 tog man en dubbelseger i Spa 1000 km, med Derek Bell och Mike Hailwood i den vinnande bilen.
Säsongen 1974 med GR7-modellen slutade med tre tredjeplaceringar som bästa resultat.
GR8:ns enda framträdande på Le Mans 1975 blev en stor framgång. Bell och Jacky Ickx vann loppet, med systerbilen på tredje plats.